# Ніл Ферґюсон
Ніл Кемпбелл Дуглас Ферґюсон (англ. Niall Campbell Douglas Ferguson; нар. 18 квітня 1964, Глазго, Шотландія) — британський історик, письменник і журналіст, професор історії в Гарвардському університеті і старший науковий співробітник Оксфордського університету, Гуверівського інституту та Стенфордського університету. Його наукові дослідження присвячені всесвітній історії, економічній історії, а також британському та американському імперіалізму.
Відомий своїми поглядами на цілий ряд історичних питань, які деякі називають спірними або провокаційними. Наприклад, Ферґюсон стверджує, що для подальшої світової історії було б краще, якби Німеччина виграла Першу світову війну, підтримує британський колоніалізм, піддає різкій критиці іслам, підтримує війну в Іраку, різко негативно ставиться до Росії та порівнює сучасну Росію з нацистською Німеччиною, а також активно виступає за досягнення Сполученими Штатами енергетичної незалежності.
У 2000 році увійшов до списку 100 найвпливовіших людей світу за версією журналу Time. З 2011 року є автором-редактором Bloomberg Television і оглядачем Newsweek. У 2008 році був радником Джона Маккейна в ході його президентської кампанії. Відомий як послідовний критик політики, що проводиться президентом США Бараком Обамою.
Найбільш відомі наукові роботи: Empire: How Britain Made the Modern World, The Ascent of Money: A Financial History of the World і Civilization: The West and the Rest, Kissinger: 1923—1968: The Idealist (2015), The Great Degeneration: How Institutions Decay and Economies Die (2013), High Financier: The Lives and Time of Siegmund Warburg (2010). Українською видані книжки «Еволюція грошей. Фінансова історія світу», «Цивілізація. Як Захід став успішним. Шість козирів у колоді Заходу», «Площі та вежі. Соціальні зв'язки від масонів до фейсбуку», «Приреченість: політика і катастрофи»

## Книги українською
- Фергюсон, Ніл. Еволюція грошей. Фінансова історія світу / пер. з англ. Катерина Диса. — К.: Наш Формат, 2017. — 384 с. — ISBN 978-617-7388-89-9.
- Ферґюсон, Ніл. Цивілізація. Як захід став успішним. Шість козирів у колоді Заходу / пер. з англ. Вячеслав Циба. — К.: Наш Формат, 2017. — 488 с. — ISBN 978-617-7279-78-4.
- Ферґюсон, Ніл. Площі та вежі. Соціальні зв'язки від масонів до фейсбуку[9]/ пер. з англ. Катерина Диса. — К.: Наш Формат, 2018. — 376 с. — ISBN 978-617-7552-77-1.
- Ферґюсон, Ніл. Імперія. Як Британія вплинула на сучасний світ / пер. з англ. Катерина Диса. — К.: Наш Формат, 2020. — 424 с. — ISBN 978-617-7866-27-4.
- Ферґюсон, Ніл. Глобальний занепад. Як помирають інститути та економіки / пер. з англ. Катерина Диса. — К.: Наш Формат, 2020. — 144 с. — ISBN 978-617-7863-33-4.
- Ферґюсон, Ніл. Приреченість: політика і катастрофи / пер. з англ. Катерина Диса. — К.: Наш Формат, 2022. — 496 с. — ISBN 978-617-7973-85-9.